# بيغي ليتل
بيغي ليتل (بالإنجليزية: Peggy Little)‏ هي كاتبة غنائية ومغنية أمريكية، ولدت في 12 يوليو 1942 في مارلين في الولايات المتحدة.

## وصلات خارجية
- بيغي ليتل على موقع ميوزك برينز (الإنجليزية)